# Al Wahat
30°N 22°Ø / 30°N 22°Ø
Al Wahat er en kommune i Libyen. Al Wahat er beliggende nordøst i landet, og har 29.257 indbyggere.
Al Wahat grænser mod syv andre libyske kommuner.